# كيابون بوليفي
كيابون بوليفي (الاسم العلمي:Cayaponia boliviensis) هو نوع من النباتات يتبع جنس الكيابون من الفصيلة القرعية.